# واين كوي
واين كوي هو سياسي أمريكي، ولد في 23 نوفمبر 1903، وتوفي في 24 سبتمبر 1957. نشط حزبياً في الحزب الديمقراطي.